# Dot Cochran
Dot Cochran, née le 13 mars 1901 à Toledo, est une autrice de comic strips.

## Biographie
Dot Cochran naît en 1901 à Toledo. Son père, Negley Cochran, édite le journal Toledo Bee. De nombreux membres de sa famille travaille comme dessinateur ou journaliste. Elle suit leur trace en créant, alors qu'elle a une vingtaine d'années, le comic strip Dot and Dodo qui raconte ses aventures avec la scénariste du strip. Elle crée ensuite la série Me and my Boyfriend distribué par King Features Syndicate. Les héroïnes de ces deux strips sont des flappers. Mais la fin de cette mode et son mariage à Manhattan le 29 septembre 1927 avec Thomas Volney Boardman, la font arrêter le strip. Elle déménage ensuite au Royaume-Uni où elle illustre des livres pour enfants. Elle meurt à une date inconnue,,.